# Figón
Un figón es un establecimiento de poca categoría donde se sirven comidas y bebidas, similar a una taberna. Se admite como sinónimo de cantina, mesón, posada o tasca.

## Uso antiguo y refranero
Esteban Terreros y Pando, en su Diccionario castellano con las voces de ciencias y artes y sus correspondientes en las tres lenguas francesa, latina é italiana: E-O, publicado en 1787, define figón como «oficina en que se componen y venden muchas especies de manjares cocidos, asados, etc. Es una especie de hostería», y señala como oficio relacionado el de «mozo de figón».
Joan Corominas, en su Breve diccionario etimológico de la lengua castellana, recoge el uso de figón ya en 1603 relacionado con figonero, tabernero de figón, y en 1636 como «tabernucho o bodegón donde se guisan y venden cosas ordinarias de comer». Añade que «en su origen fue término despectivo e insultante, con el significado propio de sodomita, y a principios del siglo xvii lo recoge como derivado de figo ‘tumor anal’, variante de higo».
También aparece su uso en El diablo cojuelo, en una escena de hambre expresada así:

Dejemos á estos caballeros en su figon almorzando y descansando, que sin dineros pedían las pajaritas que andaban volando por el aire...

Así mismo, entre los refranes asociados, pueden recordarse por ejemplo: “Tendrá corazón de piedra el que con dinero, y hambre en un figón no se meta”.:
El Figón es una tapa típica de Zamora que inventó Agustín Jambrina Torices, cocinero que trabajaba con Ramón Hernández Grande en el local de hostelería del mismo nombre y por ello, Agustín, le dio el nombre de Figón a la tapa que inventó. A partir de que el establecimiento cerró sus puertas, fueron varios bares de Zamora que comenzaron a hacer y vender la tapa.